# 5683 Bifukumonin
Az 5683 Bifukumonin (ideiglenes jelöléssel 1990 UD) a Naprendszer kisbolygóövében található aszteroida. Urata Takesi fedezte fel 1990. október 19-én.